# Petra Vlhová
Petra Vlhová (født 13. juni 1995) er en slovakisk alpin skiløber, der har specialiseret sig i slalom og storslalom.
Vlhová vandt den samlede VM-titel i 2021 og guldmedaljen ved de olympiske vinterlege i 2022 i slalombegivenheden, og blev den første slovakiske skiløber til at opnå disse bedrifter.